# Copa Presidente de Emiratos Árabes Unidos 2022-23
La Copa Presidente de Emiratos Árabes Unidos 2022-23 fue la 46.ª edición de la Copa Presidente de Emiratos Árabes Unidos. El torneo empezó el 4 de diciembre de 2022 y finalizó el 28 de abril de 2023, el campeón defensor fue Sarja Football Club, revalidó el título logrando su décima corona.

## Formato
Esta temporada vio un nuevo formato de competición en el que todos los clubes de la Pro League y la First Division compitieron en la fase eliminatoria desde la primera ronda o dieciseisavos de final hasta la final, los campeones defensores Sarja recibieron un pase directo a los octavos de final. La razón detrás de esto fue por recortar el calendario después de que la final de la temporada pasada se pospusiera debido al partido de la cuarta ronda de la clasificación de AFC para la Copa Mundial de Fútbol de 2022 contra Australia.

## Calendario
El calendario fue anunciado por la Asociación de Fútbol de los Emiratos Árabes Unidos.
| Fase         | Ronda            | Sorteo                 | Ida                                | Vuelta                             |
| ------------ | ---------------- | ---------------------- | ---------------------------------- | ---------------------------------- |
| Eliminatoria | Primera ronda    | 8 de noviembre de 2022 | 4 al 8 de diciembre de 2022        | 4 al 8 de diciembre de 2022        |
| Eliminatoria | Octavos de final | 8 de noviembre de 2022 | 31 de enero y 1 de febrero de 2023 | 31 de enero y 1 de febrero de 2023 |
| Eliminatoria | Cuartos de final | 8 de noviembre de 2022 | 6–7 de marzo de 2023               | 6–7 de marzo de 2023               |
| Eliminatoria | Semifinales      | 8 de noviembre de 2022 | 5 de abril de 2023                 | 14 de abril de 2023                |
| Eliminatoria | Final            | 8 de noviembre de 2022 | 28 de abril de 2023                | 28 de abril de 2023                |

## Primera ronda
Los partidos se disputaron entre el 4 y 8 de diciembre de 2022.
| Equipo 1             | Resultado   | Equipo 2            |
| -------------------- | ----------- | ------------------- |
| Emirates Club        | 5–0         | Al-Rams             |
| Dibba Al-Hisn        | 2–3         | Al-Jazira           |
| Al-Bataeh            | 3–0         | Al-Jazirah Al-Hamra |
| Fujairah             | 2–1 (t. s.) | Hatta               |
| Dubai City           | 0–5         | Al-Nasr             |
| Al-Taawon            | 1–2         | Al Hamriyah         |
| Fursan Hispania      | 0–2         | Gulf                |
| Al-Dhafra            | 3–0         | Baynounah           |
| Al-Wasl              | 3–0         | Masafi              |
| Kalba                | 6–2         | Al-Dhaid            |
| Shabab Al-Ahli Dubai | 1–0         | Al-Wahda            |
| Al-Arabi             | 0–3         | Ajman               |
| Baniyas              | 2–1 (t. s.) | Masfout             |
| Al-Urooba            | 1–3         | Khor Fakkan         |
| Al-Ain               | 4–0         | Dibba Al-Fujairah   |

## Cuadro de desarrollo
|  | Octavos de final                   | Octavos de final                   | Octavos de final                   |           |                      | Cuartos de final       | Cuartos de final       | Cuartos de final       |  |               | Semifinales             | Semifinales             | Semifinales             | Semifinales             | Semifinales             |  |        | Final               | Final               | Final               |  |
|  | 31 de enero y 1 de febrero de 2023 | 31 de enero y 1 de febrero de 2023 | 31 de enero y 1 de febrero de 2023 |           |                      | 6 y 7 de marzo de 2023 | 6 y 7 de marzo de 2023 | 6 y 7 de marzo de 2023 |  |               | 5 y 14 de abril de 2023 | 5 y 14 de abril de 2023 | 5 y 14 de abril de 2023 | 5 y 14 de abril de 2023 | 5 y 14 de abril de 2023 |  |        | 28 de abril de 2023 | 28 de abril de 2023 | 28 de abril de 2023 |  |
|  |                                    |                                    |                                    |           |                      |                        |                        |                        |  |               |                         |                         |                         |                         |                         |  |        |                     |                     |                     |  |
|  |                                    |                                    |                                    |           |                      |                        |                        |                        |  |               |                         |                         |                         |                         |                         |  |        |                     |                     |                     |  |
|  | Baniyas (t. s.)                    | Baniyas (t. s.)                    | 3                                  |           |                      |                        |                        |                        |  |               |                         |                         |                         |                         |                         |  |        |                     |                     |                     |  |
|  | Baniyas (t. s.)                    | Baniyas (t. s.)                    | 3                                  |           |                      |                        |                        |                        |  |               |                         |                         |                         |                         |                         |  |        |                     |                     |                     |  |
|  | Al-Dhafra                          | Al-Dhafra                          | 1                                  |           |                      |                        |                        |                        |  |               |                         |                         |                         |                         |                         |  |        |                     |                     |                     |  |
|  | Al-Dhafra                          | Al-Dhafra                          | 1                                  |           | Baniyas              | Baniyas                | 0                      |                        |  |               |                         |                         |                         |                         |                         |  |        |                     |                     |                     |  |
|  |                                    |                                    |                                    |           | Baniyas              | Baniyas                | 0                      |                        |  |               |                         |                         |                         |                         |                         |  |        |                     |                     |                     |  |
|  |                                    |                                    | Al-Wasl                            | Al-Wasl   | 2                    |                        |                        |                        |  |               |                         |                         |                         |                         |                         |  |        |                     |                     |                     |  |
|  | Al-Wasl                            | Al-Wasl                            | Al-Wasl                            | Al-Wasl   | 2                    | 2                      |                        |                        |  |               |                         |                         |                         |                         |                         |  |        |                     |                     |                     |  |
|  | Al-Wasl                            | Al-Wasl                            |                                    |           |                      |                        |                        |                        |  |               |                         |                         |                         |                         |                         |  |        |                     |                     |                     |  |
|  | Fujairah                           | Fujairah                           | 1                                  |           |                      |                        |                        |                        |  |               |                         |                         |                         |                         |                         |  |        |                     |                     |                     |  |
|  | Fujairah                           | Fujairah                           | 1                                  |           |                      |                        |                        |                        |  | Al-Wasl       | Al-Wasl                 | 0                       | 0                       | 0                       |                         |  |        |                     |                     |                     |  |
|  |                                    |                                    |                                    |           |                      |                        |                        |                        |  | Al-Wasl       | Al-Wasl                 | 0                       | 0                       | 0                       |                         |  |        |                     |                     |                     |  |
|  |                                    |                                    | Al-Ain                             | Al-Ain    | 0                    | 1                      | 1                      |                        |  |               |                         |                         |                         |                         |                         |  |        |                     |                     |                     |  |
|  | Shabab Al-Ahli Dubai               | Shabab Al-Ahli Dubai               | Al-Ain                             | Al-Ain    | 0                    | 1                      | 1                      | 2                      |  |               |                         |                         |                         |                         |                         |  |        |                     |                     |                     |  |
|  | Shabab Al-Ahli Dubai               | Shabab Al-Ahli Dubai               |                                    |           |                      |                        |                        | 2                      |  |               |                         |                         |                         |                         |                         |  |        |                     |                     |                     |  |
|  | Emirates Club                      | Emirates Club                      | 0                                  |           |                      |                        |                        |                        |  |               |                         |                         |                         |                         |                         |  |        |                     |                     |                     |  |
|  | Emirates Club                      | Emirates Club                      | 0                                  |           | Shabab Al-Ahli Dubai | Shabab Al-Ahli Dubai   | 0                      |                        |  |               |                         |                         |                         |                         |                         |  |        |                     |                     |                     |  |
|  |                                    |                                    |                                    |           | Shabab Al-Ahli Dubai | Shabab Al-Ahli Dubai   | 0                      |                        |  |               |                         |                         |                         |                         |                         |  |        |                     |                     |                     |  |
|  |                                    |                                    | Al-Ain                             | Al-Ain    | 2                    |                        |                        |                        |  |               |                         |                         |                         |                         |                         |  |        |                     |                     |                     |  |
|  | Al-Ain                             | Al-Ain                             | Al-Ain                             | Al-Ain    | 2                    | 1                      |                        |                        |  |               |                         |                         |                         |                         |                         |  |        |                     |                     |                     |  |
|  | Al-Ain                             | Al-Ain                             |                                    |           |                      |                        |                        |                        |  |               |                         |                         |                         |                         |                         |  |        |                     |                     |                     |  |
|  | Khor Fakkan                        | Khor Fakkan                        | 0                                  |           |                      |                        |                        |                        |  |               |                         |                         |                         |                         |                         |  |        |                     |                     |                     |  |
|  | Khor Fakkan                        | Khor Fakkan                        | 0                                  |           |                      |                        |                        |                        |  |               |                         |                         |                         |                         |                         |  | Al-Ain | Al-Ain              | 1 (12)              |                     |  |
|  |                                    |                                    |                                    |           |                      |                        |                        |                        |  |               |                         |                         |                         |                         |                         |  | Al-Ain | Al-Ain              | 1 (12)              |                     |  |
|  |                                    |                                    | Sarja                              | Sarja     | 1 (13)               |                        |                        |                        |  |               |                         |                         |                         |                         |                         |  |        |                     |                     |                     |  |
|  | Al-Nasr                            | Al-Nasr                            | Sarja                              | Sarja     | 1 (13)               | 1                      |                        |                        |  |               |                         |                         |                         |                         |                         |  |        |                     |                     |                     |  |
|  | Al-Nasr                            | Al-Nasr                            |                                    |           |                      |                        |                        |                        |  |               |                         |                         |                         |                         |                         |  |        |                     |                     |                     |  |
|  | Sarja                              | Sarja                              | 2                                  |           |                      |                        |                        |                        |  |               |                         |                         |                         |                         |                         |  |        |                     |                     |                     |  |
|  | Sarja                              | Sarja                              | 2                                  |           | Sarja                | Sarja                  | 2                      |                        |  |               |                         |                         |                         |                         |                         |  |        |                     |                     |                     |  |
|  |                                    |                                    |                                    |           | Sarja                | Sarja                  | 2                      |                        |  |               |                         |                         |                         |                         |                         |  |        |                     |                     |                     |  |
|  |                                    |                                    | Al-Jazira                          | Al-Jazira | 1                    |                        |                        |                        |  |               |                         |                         |                         |                         |                         |  |        |                     |                     |                     |  |
|  | Al-Jazira                          | Al-Jazira                          | Al-Jazira                          | Al-Jazira | 1                    | 6                      |                        |                        |  |               |                         |                         |                         |                         |                         |  |        |                     |                     |                     |  |
|  | Al-Jazira                          | Al-Jazira                          |                                    |           |                      |                        |                        |                        |  |               |                         |                         |                         |                         |                         |  |        |                     |                     |                     |  |
|  | Gulf                               | Gulf                               | 1                                  |           |                      |                        |                        |                        |  |               |                         |                         |                         |                         |                         |  |        |                     |                     |                     |  |
|  | Gulf                               | Gulf                               | 1                                  |           |                      |                        |                        |                        |  | Sarja (t. s.) | Sarja (t. s.)           | 2                       | 1                       | 3                       |                         |  |        |                     |                     |                     |  |
|  |                                    |                                    |                                    |           |                      |                        |                        |                        |  | Sarja (t. s.) | Sarja (t. s.)           | 2                       | 1                       | 3                       |                         |  |        |                     |                     |                     |  |
|  |                                    |                                    | Ajman                              | Ajman     | 1                    | 1                      | 2                      |                        |  |               |                         |                         |                         |                         |                         |  |        |                     |                     |                     |  |
|  | Ajman                              | Ajman                              | Ajman                              | Ajman     | 1                    | 1                      | 2                      | 2                      |  |               |                         |                         |                         |                         |                         |  |        |                     |                     |                     |  |
|  | Ajman                              | Ajman                              |                                    |           |                      |                        |                        | 2                      |  |               |                         |                         |                         |                         |                         |  |        |                     |                     |                     |  |
|  | Al-Hamriyah                        | Al-Hamriyah                        | 0                                  |           |                      |                        |                        |                        |  |               |                         |                         |                         |                         |                         |  |        |                     |                     |                     |  |
|  | Al-Hamriyah                        | Al-Hamriyah                        | 0                                  |           | Ajman                | Ajman                  | 2                      |                        |  |               |                         |                         |                         |                         |                         |  |        |                     |                     |                     |  |
|  |                                    |                                    |                                    |           | Ajman                | Ajman                  | 2                      |                        |  |               |                         |                         |                         |                         |                         |  |        |                     |                     |                     |  |
|  |                                    |                                    | Al-Bataeh                          | Al-Bataeh | 1                    |                        |                        |                        |  |               |                         |                         |                         |                         |                         |  |        |                     |                     |                     |  |
|  | Al-Bataeh                          | Al-Bataeh                          | Al-Bataeh                          | Al-Bataeh | 1                    | 3 (4)                  |                        |                        |  |               |                         |                         |                         |                         |                         |  |        |                     |                     |                     |  |
|  | Al-Bataeh                          | Al-Bataeh                          |                                    |           |                      |                        |                        |                        |  |               |                         |                         |                         |                         |                         |  |        |                     |                     |                     |  |
|  | Kalba                              | Kalba                              | 3 (3)                              |           |                      |                        |                        |                        |  |               |                         |                         |                         |                         |                         |  |        |                     |                     |                     |  |
|  | Kalba                              | Kalba                              | 3 (3)                              |           |                      |                        |                        |                        |  |               |                         |                         |                         |                         |                         |  |        |                     |                     |                     |  |
|  |                                    |                                    |                                    |           |                      |                        |                        |                        |  |               |                         |                         |                         |                         |                         |  |        |                     |                     |                     |  |

## Octavos de final
Los partidos se disputaron entre el 31 de enero y 1 de febrero de 2023.
| Equipo 1             | Resultado    | Equipo 2      |
| -------------------- | ------------ | ------------- |
| Baniyas              | 3–1 (t. s.)  | Al-Dhafra     |
| Al-Wasl              | 2–1          | Fujairah      |
| Shabab Al-Ahli Dubai | 2–0          | Emirates Club |
| Al-Ain               | 1–0          | Khor Fakkan   |
| Al-Nasr              | 1–2          | Sarja         |
| Al-Jazira            | 6–1          | Gulf          |
| Ajman                | 2–0          | Al Hamriyah   |
| Al-Bataeh            | 3–3 (4–3 p.) | Kalba         |

## Cuartos de final
Los partidos se disputaron el 6 y 7 de marzo de 2023.
| Equipo 1             | Resultado | Equipo 2  |
| -------------------- | --------- | --------- |
| Ajman                | 2–1       | Al-Bataeh |
| Shabab Al-Ahli Dubai | 0–2       | Al-Ain    |
| Baniyas              | 0–2       | Al-Wasl   |
| Sarja                | 2–1       | Al-Jazira |

## Semifinales
Los partidos se disputaron el 5 y 14 de abril de 2023.
| Equipo 1 | Agr. | Equipo 2 | Ida | Vuelta |
| -------- | ---- | -------- | --- | ------ |
| Al-Ain   | 1–0  | Al-Wasl  | 0–0 | 1–0    |
| Ajman    | 2–3  | Sarja    | 1–2 | 1–1    |

## Final
La final se jugó el 28 de abril de 2023 en el estadio Mohammed bin Zayed.
| 28 de abril de 2023 | Al-Ain | 1 – 1 (12 – 13 p.)         | Sarja | Estadio Mohammed bin Zayed, Abu Dabi |                            |
| 19:25 (UTC+4)       | Laba 55' | Reporte                    | Abdulbasit 48' | Árbitro(s): Clément Turpin           | Árbitro(s): Clément Turpin |
|                     | | Tiros desde el punto penal | |                                      |                            |
|                     | - Yarmolenko - Erik - Laba - Palacios - Mohammed - Nader - Autonne Kouadio - Barman - Moubarik - Santos - Abo Sandah - Yarmolenko - Laba - Palacios |                            | - Caio - Alcácer - Luanzinho - Bawazir - Marcus Vinicius - Ebraheim - Abdulrahman - Rashid - Manōlas - Suroor - Al-Hosani - Caio - Alcácer - Luanzinho |                                      |                            |

|                                   |
| Bandera de Emiratos Árabes Unidos |
| Campeón Sarja 10.º título         |